# Moura Lympany
Moura Lympany (de son vrai nom, Mary Gertrude Johnstone née à Saltash, Cornouailles, 18 août 1916 – Gorbio près de Menton, France, 28 mars 2005 et est enterrée à Rasiguères en France), est une pianiste concertiste britannique.

## Biographie
Sa mère, Beatrice Limpenny, est préceptrice à Saint-Pétersbourg puis revient en Angleterre en 1915. Son père est le capitaine John Johnstone. Voulant que sa fille ait une bonne éducation et connaisse le français, sa mère envoie Moura Lympany dans un couvent en Belgique alors qu'elle a à peine sept ans. 

### Formation
Lorsque les religieuses remarquent son talent pour le piano, elles organisent son entrée au Conservatoire de Liège. À neuf ans, elle s’exerce cinq heures par jour et joue l'intégralité du Clavier bien tempéré de Bach.
De retour à Londres en 1929, elle étudie à la Royal Academy of Music avec Ambroise Coviello. Elle fait ses premières apparitions en public à l'âge de douze ans, dans le Concerto pour piano no 1 de Mendelssohn, sous la direction de Basil Cameron ; c'est à sa demande, pour plus d'effet, qu'elle transforme son nom en Moura Lympany. Après son diplôme en 1932, elle se perfectionne avec Paul Weingarten (en) à Vienne pendant neuf mois. Puis sous l'insistance de sa mère, elle complète son parcours d'études par quelques leçons avec Edward Steuermann (ancien élève de Schönberg) à Vienne et de nouveau à la Royal Academy of Music avec Mathilde Verne (une élève de Clara Schumann) pendant un an, et finalement deux années avec le grand pédagogue Tobias Matthay (1858–1945). Pourtant, à dix-huit ans, elle ne veut pas travailler avec lui, dit-elle dans une interview, : « je ne veux pas aller à Matthay […] Il va changer tout mon style. J'ai 18 ans ; il est trop tard pour changer. » Mais elle change vite d'avis : « Ma première leçon fut une révélation ; je suis tombée amoureuse de lui. Il avait 75 ans, sinon plus et nous l'avons appelé Oncle Tobs. Il était merveilleux… »

### Carrière
Matthay lui conseille de participer au Concours Ysaÿe à Bruxelles, dont elle remporte le second prix en 1938, juste derrière Emil Guilels. Arthur Rubinstein, membre du jury, impressionné par Lympany, organise pour elle, par l'intermédiaire de son propre agent parisien, une tournée en Europe (Italie, France, Pays-Bas, Belgique et même en Amérique du Sud).
Elle est la première à interpréter le Concerto de Khatchatourian, hors d'URSS au Queen's Hall de Londres, en avril 1940, sous la direction d'Alan Bush, dans un concert radiodiffusé, créant la sensation au détriment des deux autres œuvres : la sixième symphonie de Miaskovski et la quatrième de Chostakovitch ; elle le joue de nouveau l'année suivante avant de l'enregistrer pour le label Decca. Tobias Matthay, trop âgé pour se rendre au concert, écoute la retransmission radio et envoie un télégramme à son élève : « le meilleur concerto depuis Liszt. »
Dès 1945, en tournée avec Adrian Boult, elle est la première Britannique à se produire à Paris, et à Prague l'année suivante. Elle fait ses débuts américains au Town Hall de New York, le 28 novembre 1948. Au début de 1951, elle épouse un Américain, Bennet Korn ; le mariage ne dure que jusqu'en 1960.
Son répertoire est très vaste (une soixantaine de concertos notamment) et ses programmes sont souvent composés de pièces de compositeurs britanniques (Britten, Delius, Ireland, Williamson, Rawsthorne…). En 1969, elle joue, en présence du musicien, le Concerto pour piano de Cyril Scott, lors de son 90e anniversaire. Insatisfaite de son jeu en dépit de sa réputation de grande concertiste, elle demande le soutien d'Ilona Kabos et ne reprend le chemin de la scène qu'en janvier 1972. En 1973, elle découvre Rasiguères, près de Perpignan et achète une maison dans le petit village, où en 1980, elle inaugure un festival de musique et vit à Monte-Carlo.
En 1979, elle est faite commandeur de l'Ordre de l'Empire britannique.

## Écrits
- (en) Moura Lympany et Margot Strickland, Moura : her autobiography, Londres, Peter Owen, 1991, 186 p. (ISBN 0-7206-0824-4, OCLC 30398262).
  - Moura Lympany et Margot Strickland (trad. de l'anglais par Margot Strickland et Lucile Négel), Moura Lympany : sa vie, MTS Éditions, 2010, 216 p. (ISBN 978-0-9552116-1-4, lire en ligne).

## Discographie

### Soliste
- Brahms, Intermezzi (EMI)
- Chopin, Valses (1958, EMI)
- Chopin, Nocturnes (septembre 1960, EMI)
- Chopin, 24 Préludes, op. 28 (Erato)
- Rachmaninoff, 24 Préludes (1951, Decca "Moura Lympany : Decca recordings 1951-1952") (OCLC 61718616)
- Rachmaninoff, 24 Préludes (1993, Erato)

### Musique de chambre
- Schubert, Quintette avec piano « La Truite », avec des membres du London Philharmonic Orchestra (mars 1974, Emi) (OCLC 52925503)

### Concertos
- Khachatourian, Concerto pour piano - London Philharmonic Orchestra, dir. Anatole Fistoulari (Decca "Moura Lympany : Decca recordings 1951-1952")  (OCLC 61718616)
- Litolff, Concerto symphonique no 4 - Royal Philharmonic Orchestra, dir. Malcolm Sargent (29 avril 1964, Ivory Classics 64405-70906) (OCLC 43556430)
- Mendelssohn, Concerto pour piano no 1 - Royal Philharmonic Orchestra, dir. Malcolm Sargent (28 avril 1964, Ivory Classics) (OCLC 43556430)
- Prokofiev, Concerto pour piano no 1 - Philharmonia Orchestra, dir. Walter Susskind (1958, Emi / "The Lympany legend. Vol. 1" Olympia) (OCLC 31315085)
- Prokofiev, Concerto pour piano no 3 - Philharmonia Orchestra, dir. Walter Susskind (1958, Decca / "The Lympany legend. Vol. 2" Olympia) (OCLC 27061689)
- Rachmaninoff, Concerto pour piano no 1 - Philharmonia Orchestra, dir. Nikolaï Malko (20 avril 1954, Emi / "The Lympany legend. Vol. 1" Olympia) (OCLC 31315085)
- Rachmaninoff, Concerto pour piano no 2 - Philharmonia Orchestra, dir. Nikolaï Malko (2-3 février 1954, Emi / "The Lympany legend. Vol. 1" Olympia) (OCLC 31315085)
- Rachmaninoff, Concerto pour piano no 3 - New Symphony Orchestra of London, dir. Anthony Collins (mai 1952, Decca "Moura Lympany : Decca recordings 1951-1952" / "The Lympany legend. Vol. 2" Olympia) (OCLC 61718616 et 27061689)
- Rawsthorne, Concerto pour piano no 1 (Emi)
- Saint-Saëns, Concerto pour piano no 2 (Pristine Audio)
- Moura Lympany : the HMV recordings, 1947-1952 : Chopin (Fantaisie-impromptu), Chostakovitch (3 danses fantastiques) Schumann (Études symphoniques), Brahms, Liszt (Feux follets, Les jeux d'eaux à la Villa d'Este, Mephisto Valse), Debussy (Clair de lune), Ravel (Le tombeau de Couperin : Toccata), Granados, Albéniz-Godowski, Prokofiev (Toccata), Szostakowicz… - Philharmonia Orchestra, dir. Rafael Kubelík (Mendelssohn, premier concerto) ; Walter Susskind (Franck, Variations symphoniques, Turina, Rapsodia sinfónica, Litolff) (2CD Appian/APR 6011) (OCLC 899878168 et 851381527)